# 尼尼微省
尼尼微省（阿拉米語：‎，阿拉伯語：‎，庫爾德語：‎）是伊拉克十八省之一。面積37,323平方公里，2011年人口3,270,400。首府摩蘇爾。1976年以前稱為摩蘇爾省，並包括了今日的杜胡克省。该省的居民主要为库尔德人和亚述人。其中亚述人信仰东方礼的基督教，讲新亚述语（现代阿拉米语的方言）。亚述人在尼尼微地区生活了几千年之久，是名符其实的土著民族。该省东部的三角地带现在依然是当代亚述人的集中聚居地和文化中心。
2014年6月，伊拉克和黎凡特伊斯蘭國的武裝分子攻陷摩蘇爾，並控制整個尼尼微省。2017年8月，伊拉克政府宣佈已完全收復尼尼微省。

## 地理
尼尼微省位于伊拉克北部，与土耳其、叙利亚接壤。北连杜胡克省和土耳其舍尔纳克省，东邻埃尔比勒省，南接萨拉赫丁省、安巴尔省，西北部是叙利亚代尔祖尔省与哈塞克省。

## 行政区划
尼尼微省下辖10个县。
- 摩苏尔县（Al-Mosul）
- 阿格拉县（Aqrah）
- 舍坎县（Shekhan）
- 謝汗县（Al-Shekhan）
- 哈姆達尼亞县（Al-Hamdaniya）
- 泰勒凯夫县（Tel Kaif）
- 泰勒阿费尔县（Tel Afar）
- 辛贾尔县（Sinjar）
- 巴傑县（Al-Ba'aj）
- 哈塔拉县（Al-Hadar）

## 延伸閱讀
- Kurdistan Regional Government Ministry of Extra Regional Affairs,  (PDF), Erbil, June 2007  [2016-10-19], （原始内容 (PDF)存档于2015-01-11）